# 奧克蘭 (肯塔基州)
奧克蘭（英語：Oakland）是一個位於美國肯塔基州沃倫縣的城市。

## 地方資料
根據2020年美國人口普查的數據，奧克蘭的面積為3.64平方千米，當中陸地面積為3.62平方千米，而水域面積為0.02平方千米。當地共有人口198人，而人口密度為每平方千米54.4人。